# HD 41824
HD 41824，又名CD-48 2124，SAO 217708、HR 2162，是一颗恒星，视星等为6.58，位于銀經255.9，銀緯-27.43，其B1900.0坐标为赤經6h 2m 11.3s，赤緯-48° -27.43′ 57″。